# Водное (Михайловский район)
Водное (укр. Водне) — село,
Высоковский сельский совет,
Михайловский район,
Запорожская область,
Украина.
Код КОАТУУ — 2323382202. Население по переписи 2001 года составляло 106 человек.

## Географическое положение
Село Водное находится на расстоянии в 2 км от сёл Радостное, Трудолюбимовка и Суворое.
Рядом проходит автомобильная дорога М-18 (E 105).

## История
- 1805 год — дата основания как село Вассерау.
- В 1945 году переименовано в село Водное[2].